# 秀茂坪道

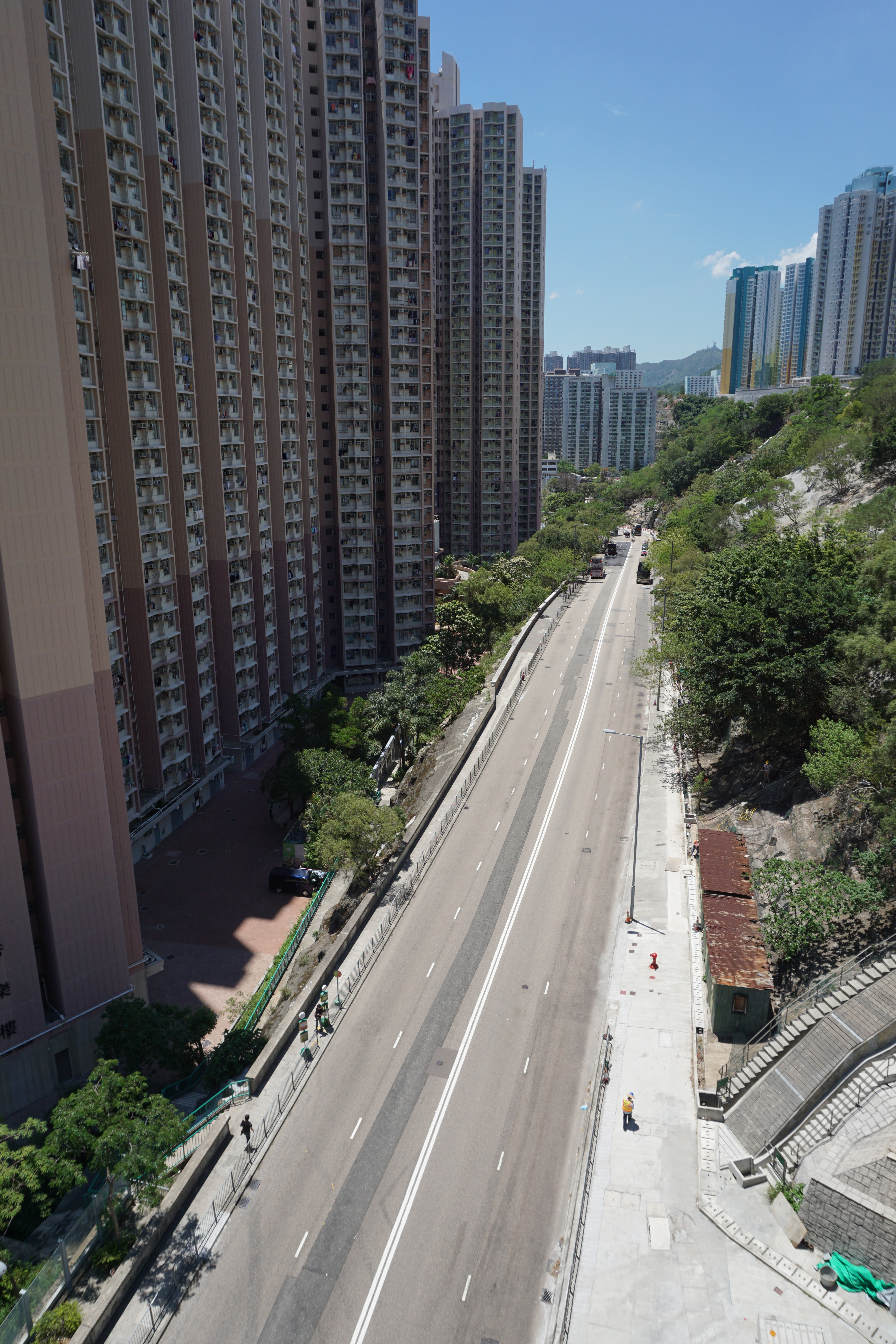
秀茂坪道近秀茂坪邨秀康樓

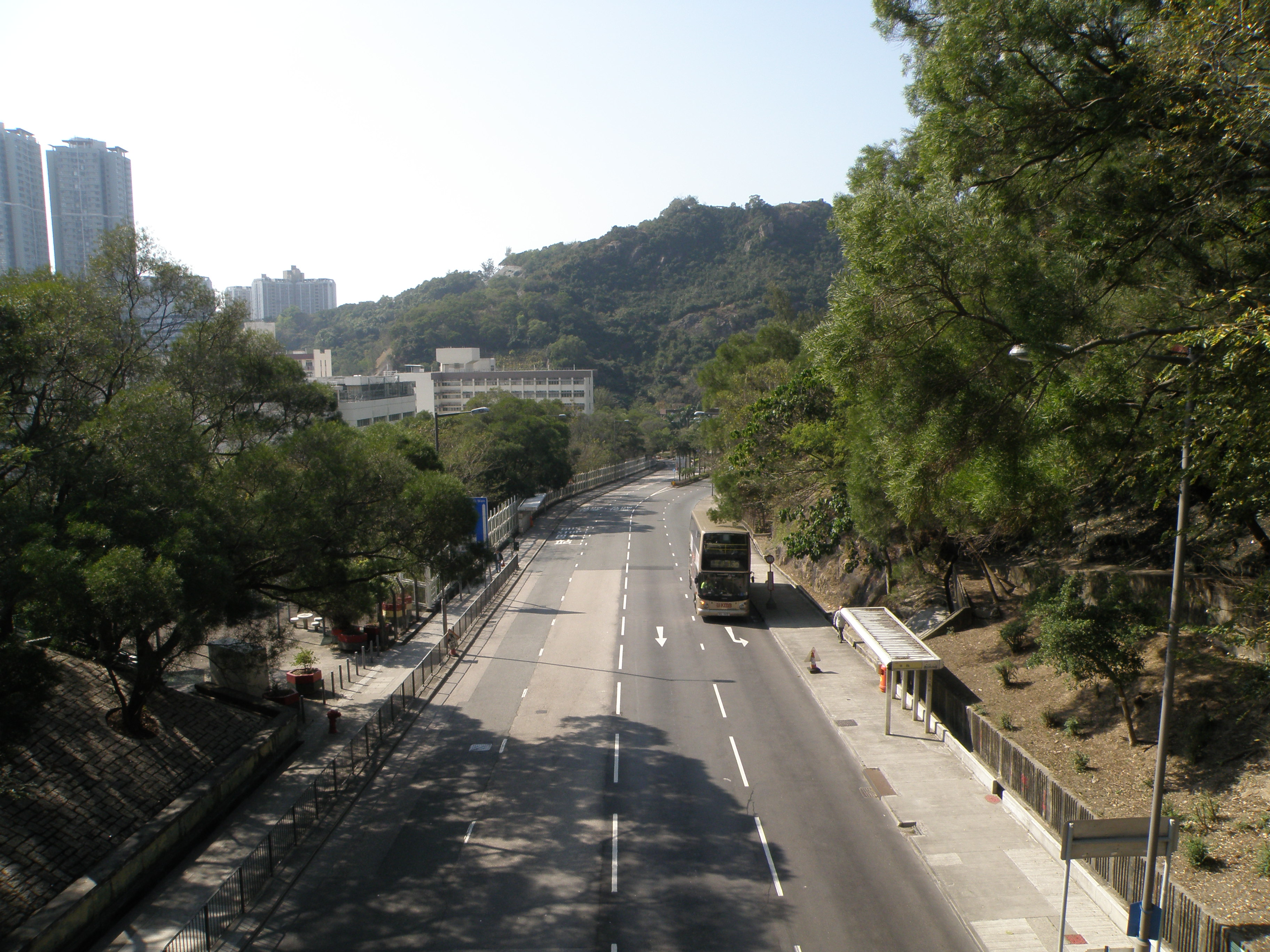
秀茂坪道近基督教聯合醫院

秀茂坪道（英語：Sau Mau Ping Road）是香港觀塘區秀茂坪的一條主要公路，西起協和街與順利邨道交界，東至將軍澳道與連德道交界近將軍澳隧道巴士轉乘站。中段與順安道、秀明道、寶琳路及曉光街交匯。
該公路原為九龍東的主要公路，出入顺安邨、秀茂坪邨和寶達邨的重要道路，亦可經此連接秀茂坪、觀塘、將軍澳及四順等地區，有多條公取共巴士及專線小巴途經。
1998年，配合秀茂坪（二）邨（即秀茂坪邨42-45座）拆卸重建，當局同時修改秀茂坪道的走線及秀茂坪道與寶琳路的交界，令秀茂坪道由秀茂徑舊址至寶琳路一段被拉直，秀茂坪道新段與舊段交界的重建地盤，則連同北面的寮屋區舊址，重建為秀茂坪邨第15期多座新型公共屋邨樓宇，原有舊秀茂坪道則改為盡頭道路，以秀緻樓與秀暉樓之間為終點，並於2001年重新命名為「秀豐街」。

## 交匯道路（由西至東）
- 順利邨道
- 協和街
- 順安道
- 秀明道
- 秀豐街
- 寶琳路
- 曉光街
- 將軍澳道
- 連德道

## 鄰近建築
- 聯合醫院
- 順天邨
- 秀茂坪邨
- 寶達邨
- 秀明道公園

## 學校
- 寧波第二中學

## 外部連結
Google地圖 秀茂坪道